# Filipe de Magalhães
Filipe de Magalhães (Azeitão, 1571 circa – Lisbona, 17 dicembre 1652) è stato un compositore portoghese del tardo rinascimento.

## Biografia
Magalhães era un cantore del coro della Cattedrale di Évora, allievo di padre Manuel Mendes. Il polifonista Duarte Lobo e Manuel Cardoso furono suoi colleghi di studio. Verso la fine del secolo Magalhães succedette al suo maestro Manuel Mendes alla guida del coro. Successivamente divenne membro del Coro della Cappella reale di Lisbona, di cui dal 1623 al 1641 fu maestro di cappella. A Évora Magalhães ebbe come allievi Estevão de Brito, Esteban López Morago e Manuel Correia, che daranno vita alla Scuola di Évora.

## Opere
Magalhães compose opere sacre destinate alla liturgia in uno stile polifonico. Magalhães pubblicò a stampa il libro Cantus ecclesiasticus con canti gregoriani (cantus planus, Lisbona, 1614 e altre edizioni), un Ufficio dei morti, un libro con messe a quattro e cinque voci (Lisbona, 1631) e un Magnificat (Lisbona, 1636).